# Anisocentropus annulicornis
Anisocentropus annulicornis är en nattsländeart som först beskrevs av Hagen 1858.  Anisocentropus annulicornis ingår i släktet Anisocentropus och familjen Calamoceratidae. Inga underarter finns listade i Catalogue of Life.